# Le Poinçonnet

Le Poinçonnet este o comună în departamentul Indre, Franța. În 1 ianuarie 2022 avea o populație de 5.848 de locuitori.